# 台中市公車185路
台中市公車185路目前行駛自豐原轉運中心經東山到清水，此路線大部份行駛於中山路以及神清路。

## 歷史
- 2011年12月1日：6553（豐原－清水）移撥為台中市公車185路（豐原－清水）。
- 2013年9月30日：「大社」站更名為「岸裡國小」。
- 2014年9月1日：繞駛停靠「臺中航空站」、「西勢十巷口」 、「中航和睦路口」，並取消「友仁工廠」站。
- 2015年4月15日：增停「西勢營門」。
- 2015年5月11日：「清水高中」更名為「清水高中（學園街）」。
- 2016年10月16日：調整行駛路線至豐原東站，調整後將「和平街」、「豐原」站位裁撤。
- 2017年1月15日：增設「東山大寶寺」（單邊往清水設站）。
- 2017年3月26日：配合豐原區「向陽路地下道填平工程」道路管制禁止通行，2017年3月26日至2017年8月31日止改道為「中正路－三豐路－圓環北路－豐勢路－豐原東站」，改道後行經之既有站位皆停靠。[2]
- 2017年8月20日：「豐原郵局」更名為「臺灣企銀（豐原郵局）」。
- 2017年9月1日：因向陽路地下道填平工程完工日期延期，故持續改道。恢復原行駛動線再另行公告。
- 2017年9月11日：向陽路地下道填平工程完工，恢復原行駛動線。
- 2019年8月31日：「東山大寶寺」站（原為往清水方向，單邊設站）調整為雙邊設站。
- 2019年9月21日：配合豐原東站轉運中心興建施工，「豐原東站」下車地點調整至「豐原東站臨時下車站」站牌處(豐陽路150號旁)。
- 2019年10月1日：調整部分班次發車時刻。
- 2019年10月17日：調整部分班次發車時刻。
- 2019年10月25日：調整部分班次發車時刻。
- 2019年11月11日：調整部分班次發車時刻。

## 路線基本資料
往清水60站，往豐原轉運中心60站。
自豐原轉運中心起經豐原區豐陽路、向陽路、中正路、神岡區中山路、神岡路、神清路、清水區和睦路、中航路、中山路到清水。

### 時刻表
- 時刻表僅供參考，請以豐原客運網站公告為準。
- 時刻表更新日期為2025年3月7日。

| 台中市公車185路平日時刻列表 | 台中市公車185路平日時刻列表 | 台中市公車185路平日時刻列表 | 台中市公車185路平日時刻列表 |
| --------------------------- | --------------------------- | --------------------------- | --------------------------- |
| 豐原轉運中心開時刻          | 豐原轉運中心開備註          | 清水開時刻                  | 清水開備註                  |
| 05:55                       | -                           | 08:20                       | -                           |
| 07:05                       | -                           | 09:45                       | -                           |
| 11:00                       | -                           | 12:10                       | -                           |
| 13:20                       | -                           | 15:05                       | -                           |
| 14:00                       | -                           | 16:15                       | -                           |
| 17:05                       | -                           | 18:40                       | -                           |

| 台中市公車185路例假日及寒暑假時刻列表 | 台中市公車185路例假日及寒暑假時刻列表 | 台中市公車185路例假日及寒暑假時刻列表 | 台中市公車185路例假日及寒暑假時刻列表 |
| ------------------------------------- | ------------------------------------- | ------------------------------------- | ------------------------------------- |
| 豐原轉運中心開時刻                    | 豐原轉運中心開備註                    | 清水開時刻                            | 清水開備註                            |
| 07:05                                 | -                                     | 07:30                                 | -                                     |
| 09:10                                 | -                                     | 08:20                                 | -                                     |
| 11:00                                 | -                                     | 10:15                                 | -                                     |
| 13:20                                 | -                                     | 11:10                                 | -                                     |
| 14:00                                 | -                                     | 12:10                                 | -                                     |
| 16:50                                 | -                                     | 15:05                                 | -                                     |
| -                                     | -                                     | 16:15                                 | -                                     |
| -                                     | -                                     | 18:00                                 | -                                     |

### 收費
依里程計費；刷電子票卡十公里免費。

### 停站
參見右側路線圖。

## 清水東山相關路線
- 台中市公車186路
- 台中市公車232路